# 13992 Cesarebarbieri
13992 Cesarebarbieri eller 1993 FL8 är en asteroid i huvudbältet som upptäcktes den 17 mars 1993 av UESAC vid La Silla-observatoriet. Den är uppkallad efter den italienska astronomen Cesare Barbieri.
Asteroiden har en diameter på ungefär 3 kilometer och den tillhör asteroidgruppen Vesta.